# Simeón Oyono Esono Angüe
Simeón Oyono Esono Angüe (Mongomo, 18 de febrero de 1967) es un político ecuatoguineano. Es ministro de Asuntos Exteriores y Cooperación Internacional de Guinea Ecuatorial desde el 6 de febrero de 2018. Es miembro del Partido Democrático de Guinea Ecuatorial (PDGE) y fue embajador de Guinea Ecuatorial en Etiopía.
También fue representante permanente de Etiopía ante la Unión Africana y la Comisión Económica para África en Adís Abeba.
Esono fue durante 12 años profesor en la Facultad de Economía de la Universidad Nacional de Guinea Ecuatorial.